# Ron Wood
Ronald David Wood (Hillingdon (Londen), 1 juni 1947), vaak aangeduid als Ron Wood of Ronnie Wood, is een Brits gitarist, vooral bekend van The Faces en The Rolling Stones. Daarnaast bracht hij verschillende soloalbums uit, heeft hij een eigen radioprogramma en houdt hij zich bezig met schilderkunst.

## Biografie

### Beginjaren
Wood trad voor het eerst op in het midden van de jaren zestig met de mod-band The Birds (niet te verwarren met de Amerikaanse band The Byrds). Na het uiteenvallen werd Wood gevraagd als bassist voor de Jeff Beck Group, waarin op dat moment onder meer de nog onbekende Rod Stewart zong. Na twee platen (Truth, 1968 en Beck-ola, 1969) viel de band uiteen als gevolg van een ernstig auto-ongeluk waar de band bij betrokken raakte.

### The Creation
Tussen de opnames van de twee lp's door speelde Wood ook enige tijd in The Creation. In 1969 ging hij in op de uitnodiging om in Small Faces te spelen als opvolger van Steve Marriott. Als leadzanger werd Stewart gevraagd. Na de eerste elpee First step veranderde de naam in The Faces. In 1975 ging de band uit elkaar.
In de jaren zeventig deed Wood ook nog wat solowerk, met de platen: I've got my own album to do (1974), Now look (1975), en samen met ex-Faces lid Ronnie Lane Mahoney's last stand (1976).

### The Rolling Stones
Het bekendst werd Wood echter in zijn tijd met The Rolling Stones. Hij was al lang bevriend met Keith Richards, en na het vertrek van Mick Taylor in 1974 was er een nieuwe gitarist nodig die werd gevonden in Wood. Zijn eerste bijdragen zijn te horen op het album Black and blue in 1976. Hierna werd Wood volledig lid van de band.
Wel komt hij in 1979 nog met een vierde soloalbum, "Gimme some neck". Daarnaast ging hij op tournee samen met Richards met een eenmalige band "New Barbarians".
Bij de Stones liep het in de periode tussen 1982 en 1988 minder goed, met geregelde ruzies tussen Richards en Mick Jagger. In die jaren bracht hij nog enkele albums uit: 1234 in 1981 en met Bo Diddley Live at the ritz in 1988.

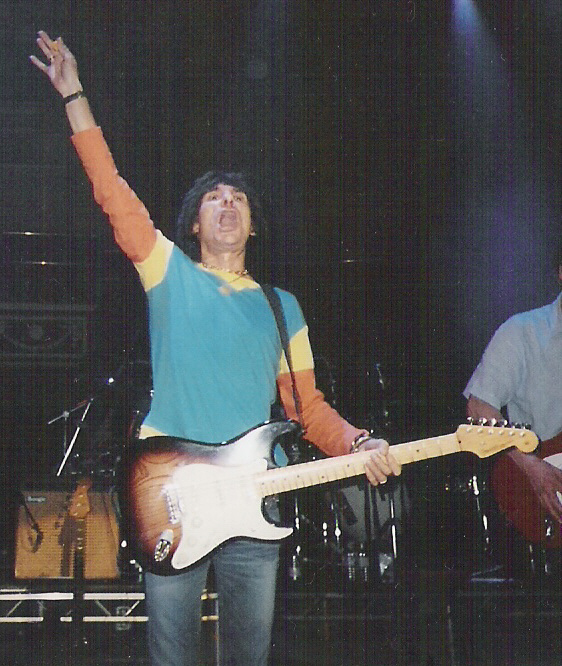
Ron Wood (2004)

Nadat eind jaren tachtig de strijd tussen Richards en Jagger werd bijgelegd, bleven The Rolling Stones en Wood optreden en muziek opnemen. Niettemin bracht hij ook in die jaren soloalbums uit: Slide on this (1992), Slide on live: Plugged in and standing (1994), Not for beginners (2002) en Live at electric ladyland (2002).
Ook trad hij op tijdens de opnames van talloze andere musici, zoals The Band, David Bowie, Eric Clapton, Donovan, Marianne Faithfull, The Corrs, Slash, Ian McLagan, Bo Diddley, Jamiroquai, Bob Dylan, Aretha Franklin, B.B. King, Jerry Lee Lewis en Rod Stewart.

### Kunstenaar
Toen Wood nog een kind was, won hij een tekenwedstrijd die door de BBC werd georganiseerd. Net als twee van zijn broers, studeerde hij aan het Ealing School of Art College. Aan deze kunstacademie studeerden ook verschillende andere bekende muzikanten, zoals Ray Davies van The Kinks, Pete Townshend van The Who en Freddie Mercury van Queen.
Toen hij tijdens zijn latere loopbaan in de financiële problemen kwam, begon hij intensief met schilderen om – vergelijkbaar met Herman Brood – op deze manier het nodige geld bijeen te brengen om zijn schuldeisers af te betalen.
Zijn eerste expositie hield hij tijdens de Steel Wheels-tour (1989). Zijn werk is vooral gebaseerd op foto's van de musici die hij bewondert. De omslag van het album "Crossroads" (1988) van Eric Clapton werd gemaakt door Wood.

### The Ronnie Wood Show
Sinds april 2010 heeft Wood een eigen wekelijkse radioshow op Absolute Radio en via zijn website. Kenmerkend voor zijn show is om naast zijn persoonlijke muzieksmaak (met de gitaar in de hand) ook anekdotes te vertellen uit zijn hele Rock 'n Roll carrière.
Voor zijn radio-uitzendingen werd hij in 2011 onderscheiden met de music radio personality award van Sony.

### Privéleven
Na een 23-jarig huwelijk met zijn steun en toeverlaat Jo, scheidde hij op 61-jarige leeftijd van haar in ruil voor een negentienjarige Russische. Op 21 december 2012 trouwde hij voor de derde keer, dit keer met actrice Sally Humphreys. Hij heeft zes kinderen.
In augustus 2017 werd er een tumor ontdekt in zijn linkerlong.
De uitgestorven steenvlieg Electroneuria ronwoodi uit het Cenomanien is vernoemd naar Woods.

## Discografie
In de lijst staan alleen Woods soloalbums, zijn bijdragen aan The Faces en The Rolling Stones zijn bij de betreffende groepen te vinden, zijn bijdragen aan het werk van anderen zijn te talrijk om na te kunnen gaan.
- 1974: I've got my own album to do
- 1975: Now look
- 1976: Mahoney's last stand, met Ronnie Lane
- 1979: Gimme some neck
- 1981: 1234
- 1988: Live at the ritz, met Bo Diddley
- 1992: Slide on this
- 1993: Slide on live: Plugged in and standing
- 2000: Live and eclectic
- 2001: Not for Beginners
- 2006: Ronnie Wood anthology: The essential crossexion
- 2006: Buried alive: live in Maryland, met The New Barbarians
- 2007: The first barbarians: Live from Kilburn
- 2010: I feel like playing

- Bibsys: 63028
- Biblioteca Nacional de España: XX1161759
- Bibliothèque nationale de France: cb139358036 (data)
- Catàleg d'autoritats de noms i títols de Catalunya: 981058529171206706
- CiNii: DA17598589
- Gemeinsame Normdatei: 119475731
- International Standard Name Identifier: 0000 0000 5930 3875
- Library of Congress Control Number: n86007321
- MusicBrainz: 92ed8183-8f22-42b2-af4e-d44137610fa0
- Bibliotheek van het Japanse parlement: 01168236
- Nationale Bibliotheek van Tsjechië: xx0032585
- Nationale Bibliotheek van Israël: 987007581663405171
- Nationale Bibliotheek van Polen: a0000003797632
- Nationale en Universitaire bibliotheek Zagreb: 000062305
- Nederlandse Thesaurus van Auteursnamen: 070241023
- Réseau des bibliothèques de Suisse occidentale: 02-A014224412
- Système universitaire de documentation: 159826012
- Virtual International Authority File: 37105652
- WorldCat: E39PBJwRWdGqYdx4Qvvr4QV3cP